# يسرائيل أيخلير
يسرائيل أيخلير (بالعبرية: ישראל אייכלר، من مواليد 27 مارس 1955) سياسي إسرائيلي شغل منصب عضو في الكنيست عن الحزب والتحالف التوراة اليهودية المتحدة في الفترة من 2003 حتى عام 2005، ومرة أخرى منذ عام 2011.